# Browar Braniewo
Browar Braniewo – browar w Braniewie.

## Historia

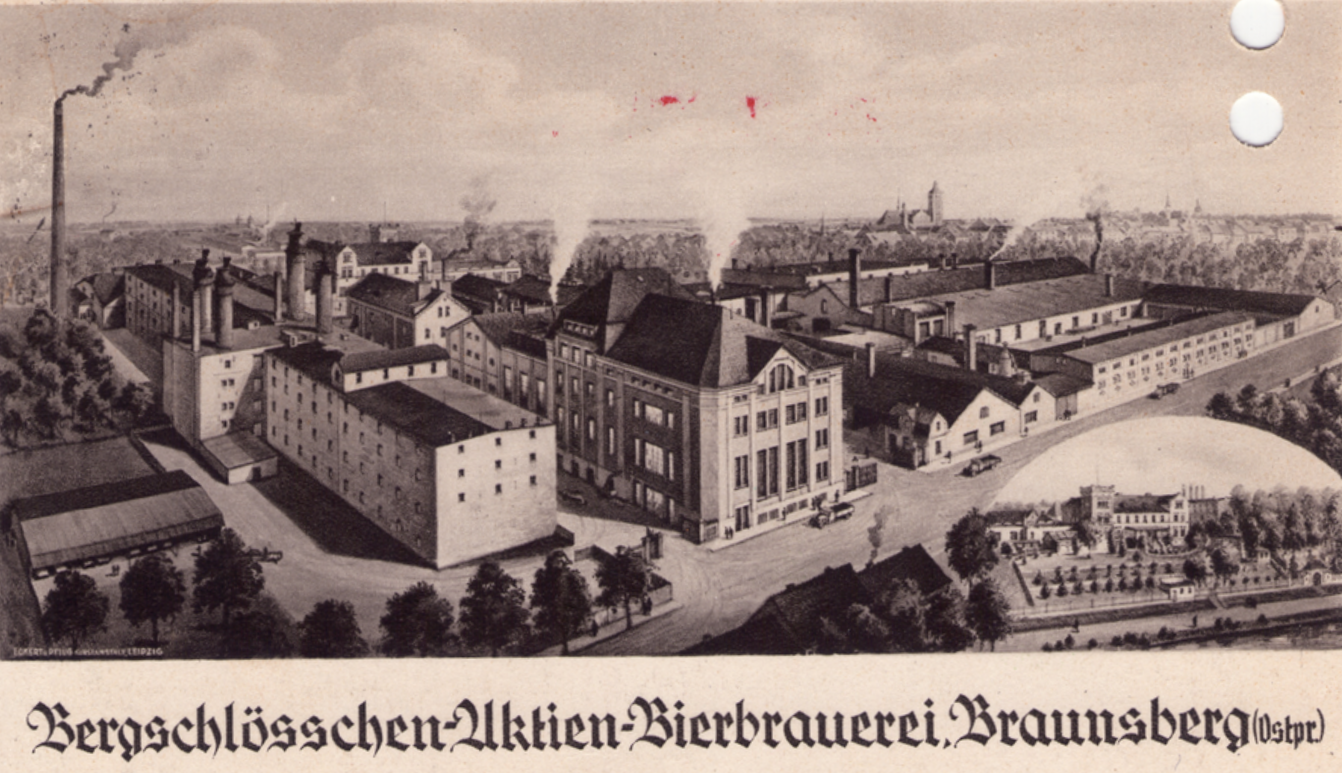
Bergschlösschen-Aktien-Bierbrauerei przed wojną

Browar w Braniewie został założony w 1854 przez Jacoba von Roy. Do II wojny światowej działał jako spółka akcyjna. W roku 1871 browar, po przejęciu od kolejnego właściciela Carla Mückenbergera, przekształcono w spółkę akcyjną pod nazwą Bergschlößchen-Aktien-Bier-Brauerei. Specjalnością browaru były pilznery i piwo pszeniczne. W 1927, z powodu silnej konkurencji na rynku piwowarskim, browar braniewski wszedł do dużej spółki akcyjnej, gdzie największym udziałowcem był szczeciński koncern Ruckforth, skupiającej browary z Królewca, Wystruci i Tylży. Pod koniec II wojny światowej, po wkroczeniu Armii Czerwonej do miasta, browar uległ zniszczeniu. Został odbudowany w latach 1962-1965. Później wchodził w skład Elbląskich Zakładów Piwowarskich.
W 1991 Elbląskie Zakłady Piwowarskie zostały sprywatyzowane i zakupione przez australijską spółkę zarejestrowaną w Holandii. W latach 1992–1993 zakład wchodził w skład firmy Elbrewery Co. Ltd. Dzięki inwestycjom nowego właściciela zmodernizowano zakład i rozpoczęto w nim produkcję popularnej marki piwa EB.
Pod koniec lat 90. XX wieku główny akcjonariusz w Elbrewery firma Brewpole PTY Ltd. postanowiła wycofać się z działalności w Polsce i w 1998 sprzedała swoje udziały w Elbrewery Co. Ltd. spółce Grupa Żywiec S.A.
W 2001 Grupa Żywiec zaprzestała produkcji piwa w Braniewie i w 2003 sprzedała zakład firmie produkującej soki owocowe Dr Witt S.A. W 2006 browar został zakupiony przez przedsiębiorcę z Elbląga, Andrzeja Konończuka. Właściciel przedsiębiorstwa PPUH Chemikals powołał spółkę Browar Braniewski Sp. z o.o., wznowił produkcję piwa marki Barkas i rozpoczął rozbudowę oraz modernizację zakładu piwowarskiego w Braniewie.
W 2007 browar braniewski rozpoczął promocję marki piwa Batory. Podjął również próbę ekspansji na rynki północno-wschodniej Polski oraz obwodu królewieckiego. Przedsiębiorstwo nie odniosło jednak zamierzonych celów i na początku 2008 wstrzymało produkcję.
W sierpniu 2010 roku chęć zakupu browaru zgłosiła spółka Van Pur, która zamierzała w nim produkować piwo na zlecenie sieci dyskontów spożywczych i supermarketów. Do transakcji kupna jednak nie doszło.
W 2014 roku zakład został kupiony przez Browar Namysłów Sp. z o.o. W połowie 2014 roku została wznowiona produkcja piwa i trwa do dzisiaj.
Wyłącznie w browarze w Braniewie warzone i rozlewane jest piwo na bazie wody oligoceńskiej wydobywanej z ujęć głębinowych znajdujących się na terenie browaru o nazwie "Braniewo". 
Od 1 kwietnia 2019 należał do Grupy Żywiec. 21 grudnia 2020 spółka Van Pur odkupiła od Grupy Żywiec Browar Braniewo. Van Pur S.A. przejęła 100 procent udziałów w spółce Browar Braniewo Sp. z o.o., prawa do marek „Kuflowe”, „Braniewo” oraz „Jasne, że Pełne”, a także nieruchomości i aktywa związane z produkcją tych piw w browarze.

## Charakterystyka

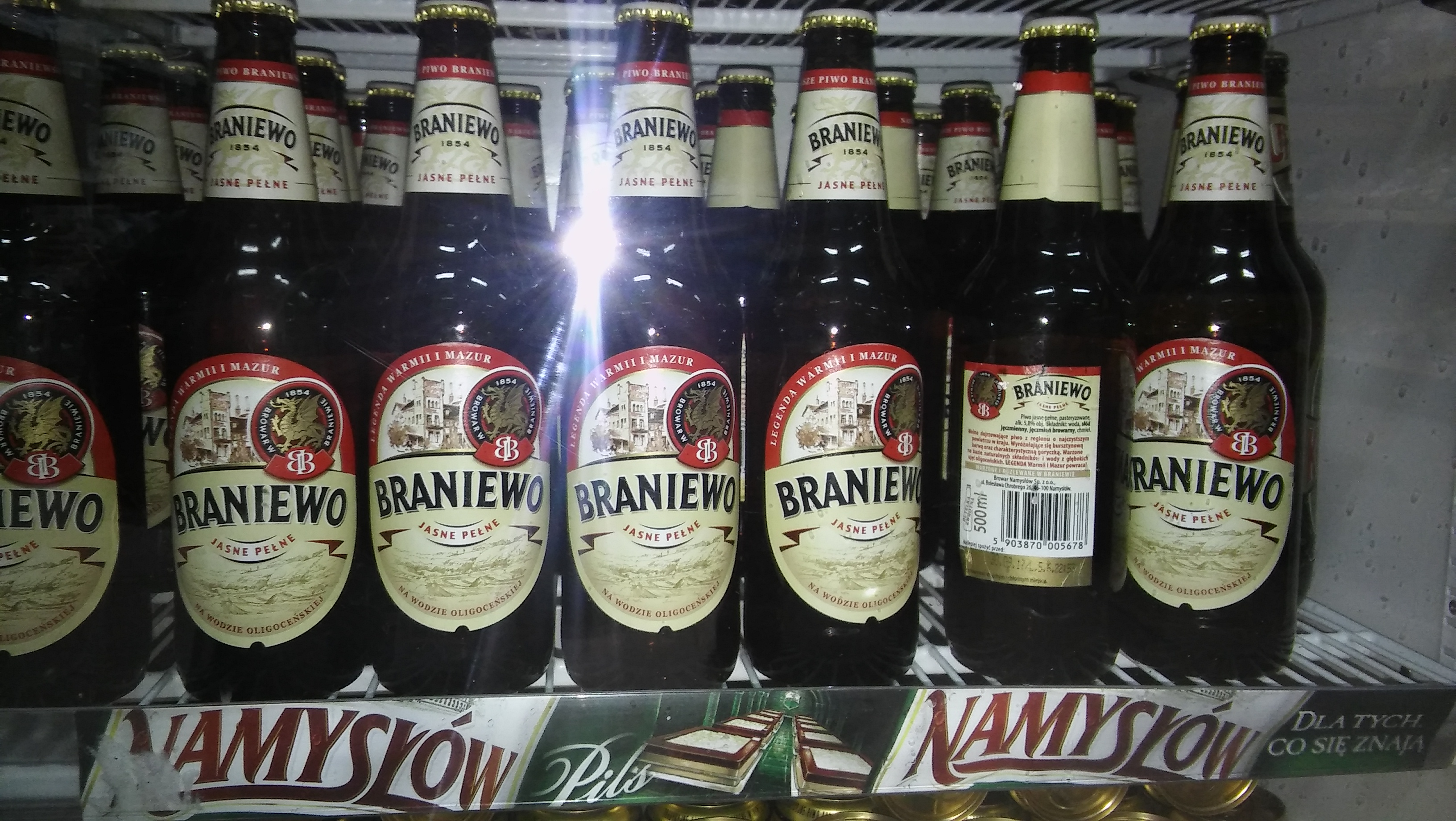
Piwo Braniewo warzone w Braniewie

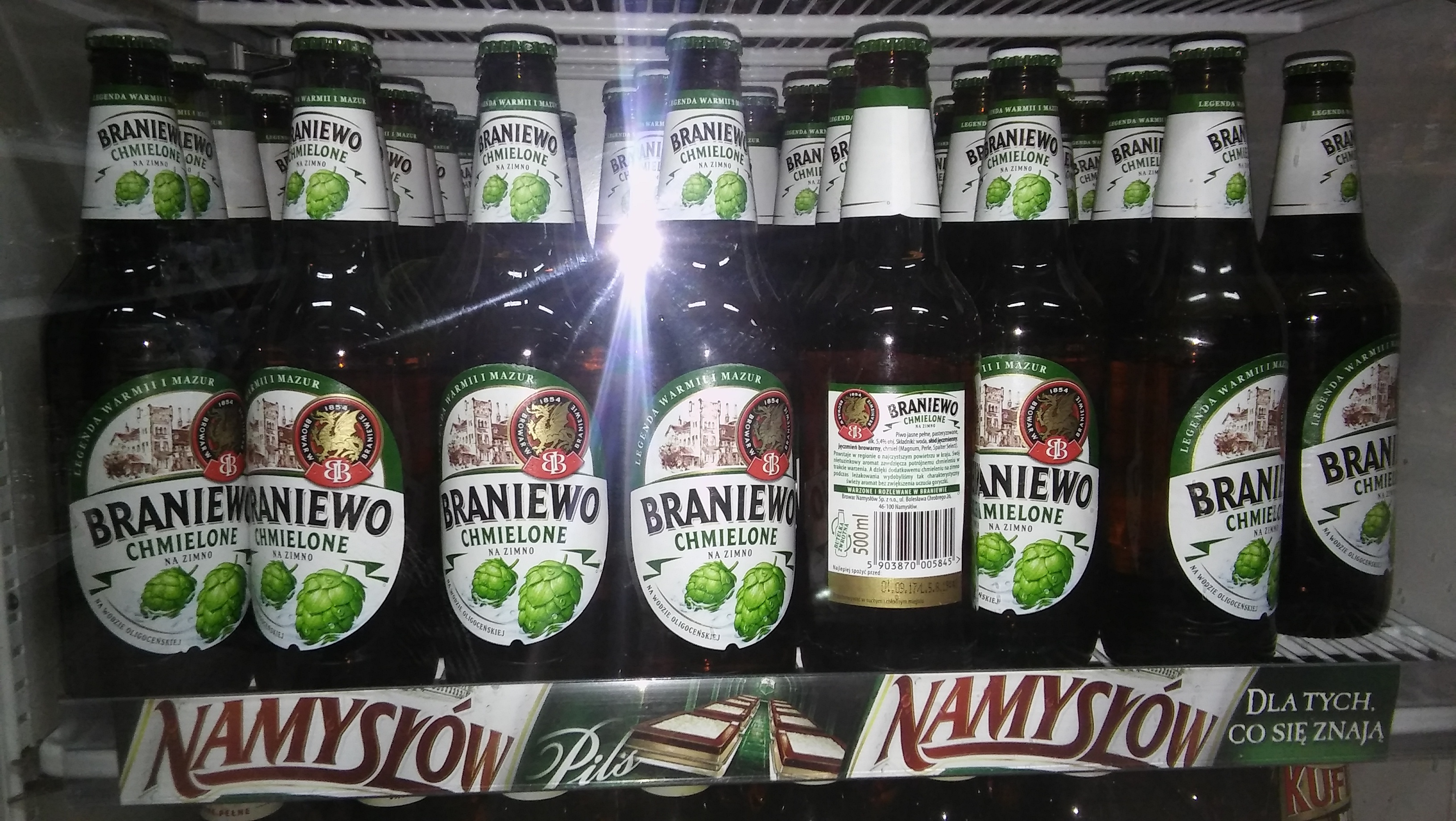
Piwo Braniewo chmielone warzone w Braniewie

Po pracach modernizacyjnych przeprowadzonych w latach 2006–2007 przez spółkę Browar Braniewo Sp. z o.o. zdolności wytwórcze zakładu wynosiły około 1 miliona hektolitrów piwa rocznie z możliwością ich zwiększenia do 4 milionów hektolitrów.